# Цимлянская улица (Москва)
Цимля́нская у́лица — улица в районе Люблино Юго-Восточного административного округа города Москвы. Проходит от Краснодарской улицы на северо-востоке до пересечения Белореченской улицы и улицы Верхние Поля на юго-западе.
Нумерация домов ведётся от Краснодарской улицы.

## История и происхождение названия
В 1982 году название было перенесено на новую улицу с ныне упразднённой улицы (Справочник «Улицы Москвы», 1969), проходившей в районе Кубанской улицы в Люблино (до 1967 г. — Первомайская ул. и тупик) и первоначально именовавшейся Цымлянской, которая по правилам современной орфографии стала Цимлянской. До 1982 года современная Цимлянская улица именовалась Проектируемым проездом № 2120а. Долгое время после своего наименования (вплоть до начала жилой застройки в 1995 году) улица фактически числилась лишь на бумаге.
Современное название дано по Цимлянскому водохранилищу на реке Дон и находящемуся на его берегу городу Цимлянску Ростовской области.

## Транспорт
- По улице проходят маршруты автобусов № 35, № 242 и № 657, причём только в одном направлении — к улице Верхние Поля.
- На пересечении Цимлянской улицы с улицей Верхние Поля расположена остановка автобусных маршрутов № 30, № 242, № 657 и № 658 «Цимлянская улица».
- Автобусный маршрут № 30 связывает улицу со станцией метро «Люблино», Люблинской улицей, железнодорожной платформой Люблино, Шоссейной улицей и станцией метро «Печатники».
- Маршрут № 35 следует по улице Верхние Поля, улице Нижние Поля, мимо платформы Перерва в Курьяново.
- На автобусе № 242 можно доехать до метро «Люблино», Ставропольской улицы и улицы Головачёва.
- Автобус № 657 подвозит жителей до метро «Люблино», улицы Судакова, метро «Братиславская», Марьинского рынка, метро «Марьино».
- Маршрут № 658 связывает район со строительным рынком «Люблинское поле», Ставропольской улицей, станцией метро «Люблино», Краснодонской улицей, станциями метро «Волжская» и «Кузьминки».